# Nanteau-sur-Lunain
 Nanteau-sur-Lunain  es una población y comuna francesa, en la región de Isla de Francia, departamento de Sena y Marne, en el distrito de Fontainebleau y cantón de Nemours.

## Demografía
| 376 | 399 | 386 | 410 | 443 | 485 |
| Para los censos de 1962 a 1999 la población legal corresponde a la población sin duplicidades (Fuente: INSEE [Consultar]) |     |     |     |     |     |